# Cupcini
Cupcini (pronunciado como Cupchini; en el periodo 1961-1990 nombrado Kalininsk) es una ciudad del distrito de Edineț, en el norte de la República de Moldavia.
Tiene una superficie de 12 km². La distancia hasta el centro del distrito es de 12 km, hasta Chisináu es de 194 km. La población es de unos doce mil habitantes.

## Historia

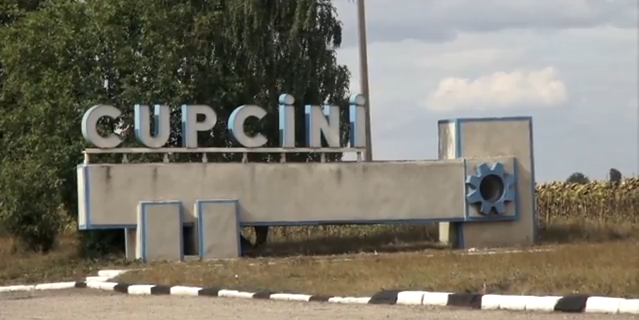
La inscripción con la denominación de la localidad a la entrada en la ciudad

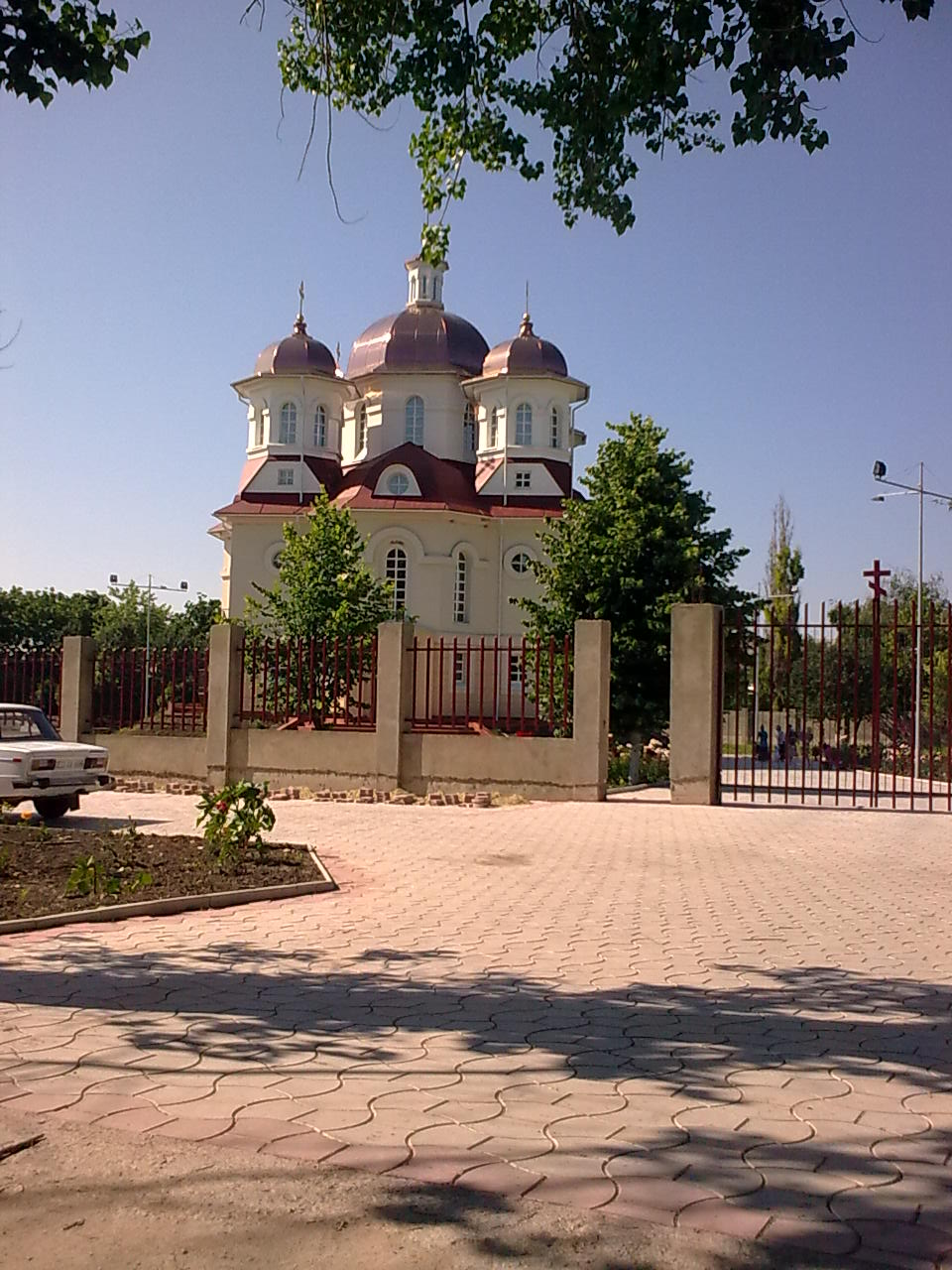
La Catedral de San Demetrio de Cupcini

La denominación de la localidad proviene del nombre de los boyardos Cupcici(Cupchichi), famosos en Moldavia medieval. El más influyente ha sido Ion Cupcici, que en el periodo del reinado de Alexandru el Bueno (1422-1425) poseyó la función de canceller oficial del principe - "Logofăt" .
El canceller Cupcici, que durante el reinado de Alexandru el Bueno dominaba la aldea Cupca de la región Suceava y un grande latifundio sobre el curso de arriba del río Ciuhur de la región Hotin. Por el libro real de 15 de junio de 1431 El principe Alexandru el Bueno lo agradeció al boyardo Cupcici con una hilada de aldeas y latifundios, inclusive la del "Vado de piedra de Ciuhur". Sobre este latifundio aparecieron las aldeas Cupcini, Brătușeni y Chetroșica Veche.

## Demografía

### Estructura étnica
La estructura étnica de la ciudad conforme al censo de población de 2004:
| Grupo étnico     | Población | % Porcentaje |
| ---------------- | --------- | ------------ |
| Moldavos Rumanos | 4,819 45  | 64.76% 0.60% |
| Ucranianos       | 1,791     | 24.06%       |
| Rusos            | 685       | 9.20%        |
| Búlgaros         | 21        | 0.28%        |
| Găgăuzi          | 15        | 0.20%        |
| Otros            | 65        |              |
| Total            | 7,441     | 100%         |

## Economía
Casas aparte 2441, con la instalación de agua 1314, con el gas licuado 1436. Empresas industriales - 11, inclusive SA Cupcini-Cristal, la fábrica de conservas "Natur-Vit", "Nord Tutun", "La mina de Cupcini", "Cereales-Cupcini", SRL "Pacificator", combinado de panificación.

## Transportes
La localidad Cupcini esta atraviesada por la  autovía Chisináu - Chernivtsi. Es recorrido de este al oeste de río Ciuhur y lavado de un lago con el parque de descanso. Situado en región de llanura y pequeñas colinas, la actual localidad Cupcini, junto con las localidades rurales Chetroșica Veche,Chiurt y antigua localidad Kalininsk, tiene una población de más de 12 mil habitantes.

## Servicios públicos
hospital, 3 iglesias, 2 escuelas polivalentes, 2 institutos, gimnasio, escuela de música, la casa de creación, 4 bibliotecas, centro comercial, casa de ceremonias, mercado, estadio, zona de descanso.